# Pottiaceae
Pottiaceae là một họ rêu trong bộ Pottiales. Đây là họ rêu có số loài đông nhất, gồm gần 1500 loài (tức chừng 10% trong 10.000-15.000 loài rêu được biết đến).

## Các chi
Họ này gồm 5 phân họ và 83 chi.
- Phân họ Timmielloideae
  - Timmiella
- Phân họ Trichostomoideae
  - Bryoceuthospora
  - Calymperastrum
  - Calyptopogon
  - Chionoloma
  - Eucladium
  - Leptobarbula
  - Neophoenix
  - Pachyneuropsis
  - Pleurochaete
  - Pottiopsis
  - Pseudosymblepharis
  - Quaesticula
  - Streptocalypta
  - Tetracoscinodon
  - Tetrapterum
  - Tortella
  - Trachycarpidium
  - Trichostomum
  - Oxystegus
  - Tuerckheimia
  - Uleobryum
  - Weissia
  - Weissiodicranum
- Phân họ Barbuloideae
  - Anoectangium
  - Barbula
  - Bellibarbula
  - Bryoerythrophyllum
  - Cinclidotus
  - Dialytrichia
  - Didymodon
  - Erythrophyllopsis
  - Ganguleea
  - Gertrudiella
  - Gymnostomum
  - Gymnostomiella
  - Gyroweisia
  - Hymenostyliella
  - Hymenostylium
  - Hyophila
  - Hyophiladelphus
  - Koponobryum
  - Leptodontiella
  - Leptodontium
  - Luisierella
  - Mironia
  - Molendoa
  - Plaubelia
  - Pseudocrossidium
  - Reimersia
  - Rhexophyllum
  - Sarconeurum
  - Splachnobryum
  - Streptotrichum
  - Teniolophora
  - Trachyodontium
  - Triquetrella
  - Weisiopsis
- Phân họ Pottioideae
  - Acaulon
  - Aloina
  - Aloinella
  - Chenia
  - Crossidium
  - Crumia
  - Dolotortula
  - Globulinella
  - Hennediella
  - Hilpertia
  - Ludorugbya
  - Microbryum
  - Microcrossidium
  - Phascopsis
  - Pterygoneurum
  - Sagenotortula
  - Saitobryum
  - Stegonia
  - Stonea
  - Streptopogon
  - Syntrichia
  - Tortula
  - Willia
- Phân họ Merceyoideae
  - Scopelophila

Cơ sở Thông tin Đa dạng Sinh học Toàn cầu đưa các chi sau vào họ này: Morinia Cardot, Saitoa, Sebillea M.Bizot, 1974, và Spruceella Müll.Hal., 1900 nhưng không nêu chi tiết phân họ.
Phân họ Timmielloideae (và hai chi nằm trong nó là Timmiella và Luisierella) đã được chuyển sang họ Timmiellaceae, do phân tích phát sinh loài phân tử năm 2014.